# Pawło Jaworski
Pawło Jaworski – poseł do Sejmu Krajowego Galicji III kadencji (1870–1876), ksiądz greckokatolicki, od 1849 proboszcz w Baszni.
Wybrany w IV kurii obwodu Żółkiew, z okręgu wyborczego nr 47 Lubaczów-Cieszanów w 1870 na miejsce Józefa Seiferta.